# Corral de Calatrava
Corral de Calatrava és un municipi de la província de Ciudad Real a la comunitat autònoma de Castella-La Manxa. Limita al nord-oest amb Los Pozuelos de Calatrava, al nord amb Alcolea de Calatrava, al nord-est amb Ciudad Real, a l'est con Cañada de Calatrava, al sud-est amb Caracuel de Calatrava, al sud amb Puertollano, Argamasilla de Calatrava, Villamayor de Calatrava i Almodóvar del Campo, i a l'oest amb Cabezarados i Abenójar.

## Demografia
| 1991  | 1996  | 2001  | 2004  | 2006  |
| ----- | ----- | ----- | ----- | ----- |
| 1.348 | 1.100 | 1.283 | 1.262 | 1.278 |